# Weekly Shonen Magazine
Weekly Shonen Magazine (яп. 週刊少年マガジン Сю:кан Сё:нэн Магадзин, Еженедельник для мальчиков), часто просто Shonen Magazine, — один из наиболее известных журналов Японии, публикующих мангу в жанре сёнэн, еженедельно выпускаемый издательством Kodansha. Впервые вышел в печать 17 марта 1959 года. Также под его эгидой выходит ежемесячник Shounen Magazine Special и сезонное издание Shounen Magazine Wonder. К 1966 году объём продаж журнала превысил 1 млн экземпляров, чему способствовала популярность публиковавшейся в нём манги Kyojin no Hoshi и Ashita no Joe.
Несмотря на некоторую цензуру (до недавнего времени это был единственный сёнэн-журнал, запрещавший публикацию изображений женских сосков), его целевая аудитория проявляет тенденцию взросления, всё больше интересуясь серьёзными работами, рассчитанными на более старший возраст, и типичными читателями журнала постепенно становятся старшеклассники и студенты университетов.

## Тиражи
- 2 721 633 (2004 г.)[4]
- 2 365 306 (2005 г.)[4]
- 1 650 205 (2009 г.)[5]
- 1 277 500 (2014 г.)[6]
- 1 156 059 (2015 г.)[6]
- 995 017 (2016 г.)[1]

## Соперничество с Shonen Jump
Журнал Weekly Shonen Magazine резко увеличил продажи в начале 1970-х годов, и стал в это время самым продаваемым манга-журналом в Японии. Но в 1974 году, конкурирующий журнал Weekly Shonen Jump отнял этот титул и долгое время занимал завоёванные позиции. В середине 1990-х годов Shonen Jump пережил потерю прав на издание манги «Dragon Ball» и для него началась «чёрная полоса». В результате Shonen Magazine вновь стал первым сёнэн-журналом Японии в октябре 1997 года, восстановив свои позиции в качестве лидера продаж.
В настоящее время, Shonen Magazine снова на второй позиции — в 2002 году Shonen Jump вернулся в качестве лидера, однако разница в продажах между ними сильно сократилась. По данным на 2007 год, его тираж составлял 1720 тыс. копий, а тираж Shonen Jump — 2700 тыс.

## Наиболее популярные манги, изданные в журнале
- Жирным шрифтом выделены наиболее значимые работы.

### 1960-е годы
- Mokku of the Oak Tree (1963—1965, Тэцуя Тиба)
- Eightman (1963—1966)
- W3 (1965) *Только 6 глав.
- Cyborg 009 (1966) *Только 2 глава.
- Tensai Bakabon (1967—1976, Фудзио Акацука)
- Gegege no Kitarou (1966—1971)
- Ashita no Joe (1968—1973)
- Kyojin no Hoshi (1966—1971, Икки Кадзивара, Нобору Кавасаки)

### 1970-е годы
- Kamen Rider (1971)
- Tiger Mask (1971, Икки Кадзивара, Наоки Цудзи)
- Karate Baka Ichidai (1971—1977, Икки Кадзивара, Дзиро Цунода, Дзёя Кагэмару)
- Devilman (1972—1973)
- Violence Jack (1973—1974, Го Нагай)
- Tsurikiti Sanpei (1973—1983, Такао Ягути)
- Mitsume ga Tōru (1974—1978, Осаму Тэдзука)
- Shōnen Jidai (1978—1979, Фудзико Фудзио (A))

### 1980-е годы
- Kōtarō Makaritōru (1982—2001) *Название было изменено на Shin —  в 1995 году.
- Bari Bari Densetsu (1983—1991)
- Mr. Ajikko (1986—1989, Дайсукэ Тэрасава)
- Meimon! Daisan-yakyūbu (1987—1993)
- Hajime no Ippo (1989-)

### 1990-е годы
- Boys Be… (1991—2001)
- Kindaichi Case Files (1992—2000) и Detective Academy Q (2001—2005)
- Chūka Ichiban (1997—1999, Эцуси Огава) *Издание было передано в Magazine Special, но впоследствии вернулось к Shonen Magazine.
- GTO (1997—2000)
- Love Hina (1998—2001)
- GetBackers (1999—)
- Samurai Deeper Kyo (1999—2006)
- Rave Master (1999—2005)

### 2000-е годы
- Sakigake!! Cromartie High School (2000—2004)
- Fairy Tail (2006—2017)
- School Rumble (2003—2008)
- Suzuka (2004—2007)
- Mahō Sensei Negima (2003—2012)
- Tsubasa: Reservoir Chronicle (2003—2009)
- Kimi no Iru Machi (2008—)
- Stitch! (2009—)

## Другие, недавно изданные работы
- AI ga Tomaranai (1994) *издание перешло в Magazine Special
- Air Gear (2003—2012)
- Bloody Monday, Bloody Monday Season 2 (2007—)
- Code: Breaker (2008—2013)
- Yankee-kun to Megane-chan (2006—2011)
- Koma Koma (2005—)
- Pastel (2002—2003) *издание перешло в Magazine Special
- Suzuka (2004—)
- Vinland Saga (2005—) *издание перешло в Afternoon
- Kimi no Iru Machi (2008—)
- GE: Good Ending (2009—)
- Kanan-sama wa Akumade Choroi (2022—)